# Teucholabis (Teucholabis) subargentea
Teucholabis (Teucholabis) subargentea is een tweevleugelige uit de familie steltmuggen (Limoniidae). De soort komt voor in het Neotropisch gebied.